# James Abbé
James Abbé (ur. 17 lipca 1883 w Alfred (w stanie Maine), zm. 11 listopada 1973 w San Francisco) – amerykański fotograf. Jako samouk pracował w latach 1898–1910 jako niezależny fotograf w stanie Wirginia. Od 1917 do 1923 zatrudniał się jako fotograf filmowy (przy realizacji filmów), a także jako aktor oraz pisarz, w Hollywood oraz we Włoszech. Jego prace to głównie portrety osobistości z elit Ameryki i Europy – słynne postacie lat 20. XX wieku takie jak Rudolf Valentino, Anna Pawłowa, Fred Astaire. W latach 1924–1932 Abbé pracował w Paryżu dla czasopism związanych z modą jako fotograf-żurnalista.